# Сан-Домингус-ду-Сул
Сан-Домингус-ду-Сул (порт. São Domingos do Sul)  —  муниципалитет в Бразилии, входит в штат Риу-Гранди-ду-Сул. Составная часть мезорегиона Северо-запад штата Риу-Гранди-ду-Сул. Входит в экономико-статистический  микрорегион Пасу-Фунду. Население составляет 3031 человек на 2006 год. Занимает площадь 78,952 км². Плотность населения — 38,4 чел./км².

## История
Город основан 12 августа 1987 года. 

## Статистика
- Валовой внутренний продукт на 2003 составляет 30.592.976,00 реалов (данные: Бразильский институт географии и статистики).
- Валовой внутренний продукт на душу населения на 2003 составляет 10.409,32 реалов (данные: Бразильский институт географии и статистики).
- Индекс развития человеческого потенциала на 2000 составляет 0,812 (данные: Программа развития ООН).